# Friesodielsia gracilipes
Friesodielsia gracilipes là loài thực vật có hoa thuộc họ Na. Loài này được (Benth.) Steenis mô tả khoa học đầu tiên năm 1964.